# Cemal Reşit Rey
Cemal Reşit Rey (født 25. oktober 1904 i Jerusalem, Osmanniske Rige, død 7. oktober 1985 i Istanbul, Tyrkiet) var en tyrkisk komponist, dirigent, pianist og skribent.
Rey studerede hos Gabriel Fauré i Paris. Han bosatte sig 1923 i Tyrkiet.
Han har skrevet 2 symfonier, orkesterværker, violinkoncerter, klaverkoncert, cellokoncert etc. Han var inspireret af Mellemøstens musik, og kombinerede den med europæisk klassisk musik.
Rey formede Istanbuls første professionelle symfoniorkester, og var leder på den tyrkiske radio. Istanbul koncerthus, Cemal Reşit Rey Konser Salonu, er opkaldt efter ham. Han er en af gruppen på fem komponister kaldet The Turkish Five. 

## Udvalgte værker
- Symfoni nr. 1 (1941) - for orkster
- Symfoni nr. 2 (1969) - for orkester
- Symfonisk koncert (1963) - for 2 orkestre
- "Tyrkiet" (symfonisk rapsodi) (19?) - for orkester
- Klaverkoncert (1949) - for klaver og orkester
- Violinkoncert (1939) - for violin og orkester